# Ruheraum

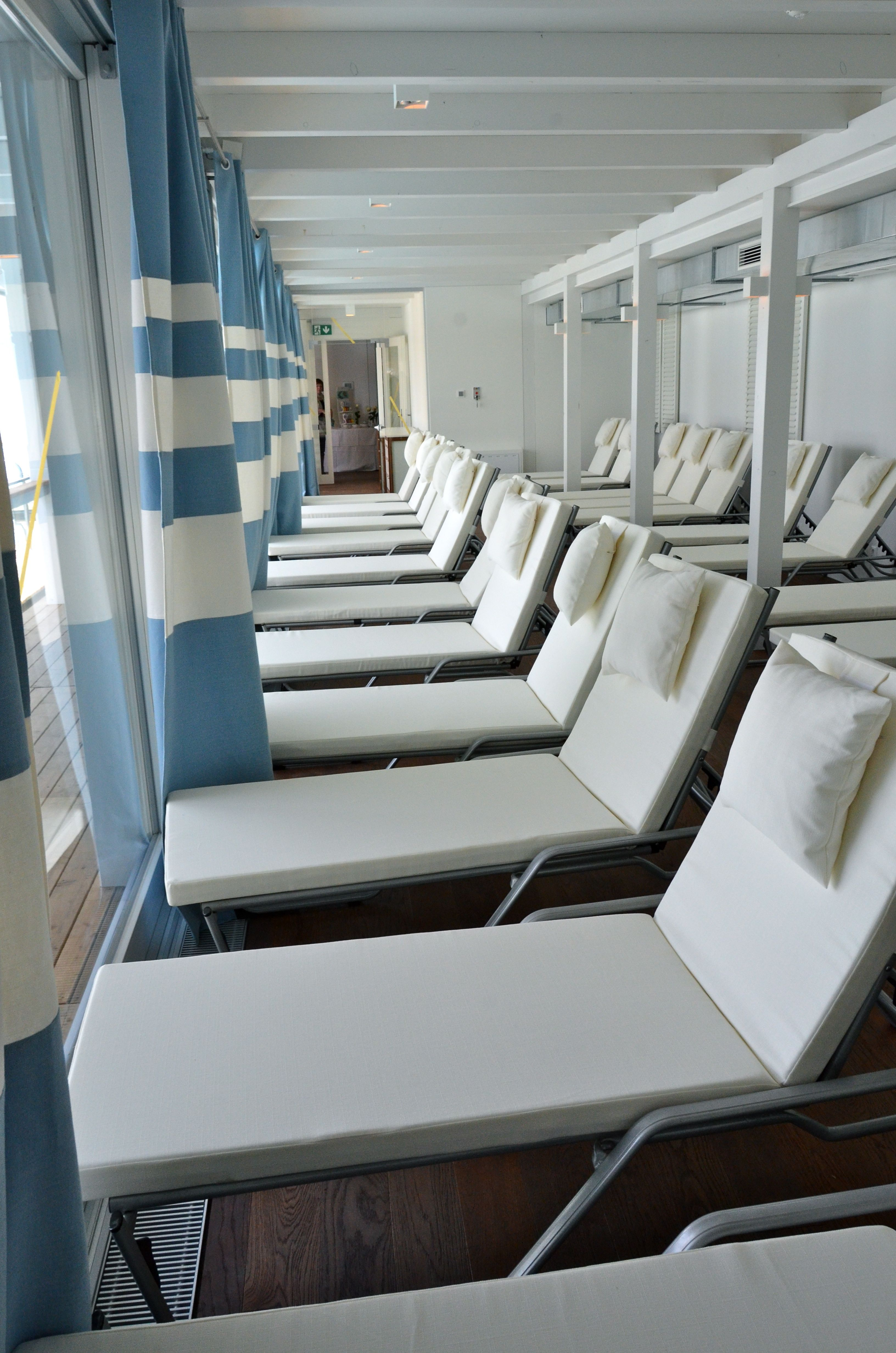
Ein Ruheraum in einem Schwimmbad

Als Ruheraum wird in ein Raum bzw. Bereich bezeichnet, in dem vorwiegend in lauten Umgebungen eine Rückzugsmöglichkeit geboten wird, wo eine verminderte Geräuschkulisse besteht.

## Vorkommen

### Öffentliche Schwimmbäder und Saunen
Ruheräume werden oft in öffentlichen Badeanstalten oder in öffentlichen Saunen angeboten. In einen solchen Bereich kann sich ein Badegast zurückziehen, um sich dem Umgebungslärm vorübergehend zu entziehen.

### Arztpraxen
Des Weiteren gibt es auch Ruheräume in Arztpraxen, um dem Patienten die Möglichkeit zu geben, sich auf eine bevorstehende Operation vorzubereiten bzw. mit dem Arzt ein vertrauensvolles Gespräch zu führen.

### Unternehmen
In Unternehmen setzt sich teilweise der Gedanke durch, Mitarbeitern auch während der Arbeitszeit gesonderte Bereiche zur Verfügung zu stellen, um die Produktivität der Angestellten zu erhalten.

### Schulen
Es gibt bereits erste Ansätze, Ruheräume auch in pädagogischen Einrichtungen zu errichten.